# Сали Кослоу
Сали Кослоу (на английски: Sally Koslow) е американска журналистка и писателка на произведения в жанра драма, любовен роман и чиклит.

## Биография и творчество
Сали Кослоу е родена през 1948 г. във Фарго, Северна Дакота, САЩ. В гимназията е редактор на училищния вестник. След завършване на средното си образование се омъжва за Робърт Кослоу, с когото имат двама сина. Работи в местния вестник като желае да е част от издателската дейност. В преследване на мечтата си завършва Уисконсинския университет в Медисън. След дипломирането си се премества в Ню Йорк и става редактор в списание „Mademoiselle“, а после и в други издания. През 1994 г. става главен редактор на списание „McCall's“. Осем години по-късно става първия главен редактор на списание „Lifetime“.
След като се пенсионира от списание „Lifetime“ решава да се насочи към писателска кариера и посещава семинар по творческо писане.
Първият ѝ роман „Little Pink Slips“ (Малки розови листчета) е издаден през 2007 г.
През 2018 г. е публикуван романа ѝ „Оттатък рая“, в който представя скандалната любовна връзка на Шийла Греъм и Франсис Скот Фицджералд, като се позовава на дневници и други източници от периода.
Заедно с работата си като писател публикува статии в различни вестници и списания. Изнася лекции в Йейлския университет, Колумбийския университет, Нюйоркския университет, Уеслианския университет и Чикагския университет. Преподавала е в Института по писане на колежа „Сара Лорънс“ и на писателския семинар в Ню Йорк.
Сали Кослоу живее със семейството си в Манхатън.

## Произведения

### Самостоятелни романи
- Little Pink Slips (2007)
- The Late, Lamented Molly Marx (2009)
- With Friends Like These (2010)
- The Widow Waltz (2013)
- Another Side of Paradise (2018)
Оттатък рая, изд.: „Софтпрес“, София (2018), прев. Габриела Кожухарова

### Документалистика
- Slouching Toward Adulthood (2012)